# Amorphoscelis nubeculosa
Amorphoscelis nubeculosa es una especie de mantis de la familia Amorphoscelidae.

## Distribución geográfica
Se encuentra en Camerún.